# عديمات الخصر
عديمة الخصر أو تحت رتبة سيمفيتا أو الذباب المنشارى (الاسم العلمي: Symphyta) هي رتيبة من الحشرات غشائيات الأجنحة ويعتقد أنها شبه عرق. تشتهر باسم الدبور المنشاري، وتضم الأنواع الأكثر بدائية في رتبة غشائيات الأجنحة. وتعرف بالمنشارية لشكل المَسْرَأ (مُوْضِعُ البَيْض في الحشرات) الذي يشبه شفرة المنشار. تستخدم الإناث هذا المَسْرَأ لقطع النباتات كي تضع بيضها. بعض الأنواع تتمتع بمَسْرَأ رقيق لحفر ثقوب عميقة في الخشب. تختلف الحشرات عديمة الخصر عن ذوات الخصر كونها تفتقر للاختناق القاعدي المسمى بالخصر أو العنيق (الحلقة الضيقة بين البطن والصدر). تشبه يرقاتها بيسروع حرشفيات الأجنحة. وتختلف عنهم في عدد الأرجل. تتسبب التجمعات الكبيرة من هذه الحشرات في خسائر اقتصادية في المحاصيل الزراعية والغابات.
وتعتبر حفريات فصيلة Xyelidae كأقدم الحشرات المعروفة في رتبة غشائيات الأجنحة، حيث يعود تاريخها إلى العصر الترياسي السفلي من خلال الصخور التي تم جمعها في الاتحاد السوفياتي.
تستضيف الحشرات عديمة الخصر أكثر من 40 نوع من الطفيليات، معظمها طفيليات غشائية الأجنحة. ومع ذلك، فإن أقل من 10 من هذه الأنواع له تأثير كبير على الدبور المنشاري.
واليرقات في هذه الرتيبة آكلة نباتات وتملك أرجلاً صدرية وكذلك غالباً ما توجد بها أرجل بطنية كاذبة. وقسمت هذه الرتيبة إلى فوق فصيلتين هما تينتـريد ينويديا (Tenthredinoidea) وأوراسويديا (Orussoidea):